# Огнєн Цвітан
Огнєн Цвітан (хорв. Ognjen Cvitan; нар. 10 жовтня 1961, Шибеник) – хорватський шахіст і шаховий тренер (Тренер ФІДЕ від 2010 року), гросмейстер від 1987 року.

## Шахова кар'єра
У 1981 році виборов титул чемпіона світу серед юніорів. 1990 року дебютував на шаховій олімпіаді в Новому Саді, в складі третьої збірної Югославії. На наступних олімпіадах, у 1992–2006 роках сім разів представляв збірну Хорватії. На олімпіаді в Манілі (1992) виборов золоту медаль за результат на другій запасній шахівниці. Між 1989 і 2003 роками шість разів виступив на командних чемпіонатах Європи, 1989 року в Хайфі здобувши в складі збірної Югославії срібну медаль.
1998 року здобув у Пулі бронзову медаль чемпіонату Хорватії. 2001 року взяв участь у чемпіонаті світу ФІДЕ, який відбувся в Москві за олімпійською системою, де в 1-му раунді програв Олександрові Ластіну.
Переміг чи поділив 1-ше місце на міжнародних турнірах у таких містах, як: Прага (1987), Женева (1988), Вршац (1989, Меморіал Борислава Костіча), Мендрісіо (1989, разом з Драганом Барловим), Канни (1990, разом із зокрема, Йосипом Дорфманом і Кевіном Спраггеттом), Бад-Рагац (1992, разом із зокрема, Яном Аброжем), Форлі (1993, разом з Ігорем Новіковим), Ліхтенштейн (1994), Канни (1996, разом із зокрема, Метью Садлером, Борисом Чаталбашевим і Владиславом Ткачовим), Рієка (2001), Задар (2001, разом з Блазимиром Ковачевичем), Оберварт (2001, разом із зокрема, Михайлом Улибіним, В'ячеславом Ейнгорном і Младеном Палацом), Рієка (2001), Бизоваць (2002), а також у Пулі (2004, разом із зокрема, Бояном Кураїцою, Робертом Зелчичем і Мікеле Годеною). 2009 року посів 2-ге місце (позаду Ахмеда Адлі) і завоював срібну медаль чемпіонату країн Середземномор'я у Рієці. 2014 року переміг в Golden Island Krk Open.
Найвищий рейтинг Ело в кар'єрі мав станом на 1 липня 1994 року, досягнувши 2585 очок ділив тоді 73-82-е місце в світовому рейтинг-листі ФІДЕ, одночасно займаючи 1-е місце серед хорватських шахістів.

## Зміни рейтингу
| На цьому місці має відображатися графік чи діаграма, однак з технічних причин його відображення наразі вимкнено. Будь ласка, не видаляйте код, який викликає це повідомлення. Розробники вже працюють для того, щоби відновити штатне функціонування цього графіка або діаграми. | |
| | На цьому місці має відображатися графік чи діаграма, однак з технічних причин його відображення наразі вимкнено. Будь ласка, не видаляйте код, який викликає це повідомлення. Розробники вже працюють для того, щоби відновити штатне функціонування цього графіка або діаграми. |